# إيبي سويرس
إيبي سويرس (27 ديسمبر 1996 بهاسلت في بلجيكا - ) هو لاعب كرة قدم بلجيكي في مركز الوسط. لعب مع نادي سينت ترويدن.

## روابط خارجية
- إيبي سويرس على موقع قاعدة بيانات كرة القدم.إي يو (الإنجليزية)
- إيبي سويرس على موقع Soccerway.com (الإنجليزية)